# Brücke Vittorio Emanuele

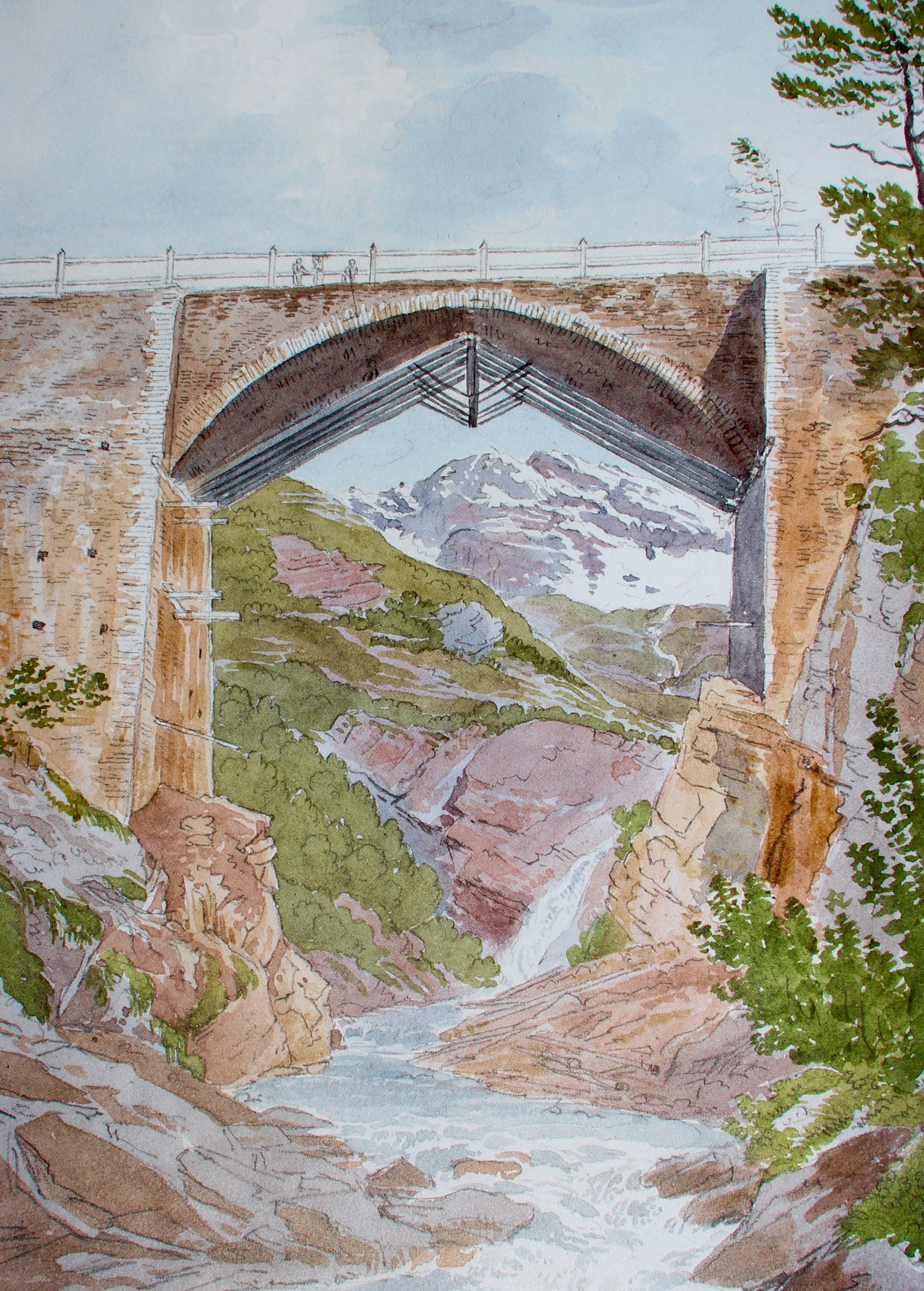
Aquarell des Ingenieurs Richard La Nicca

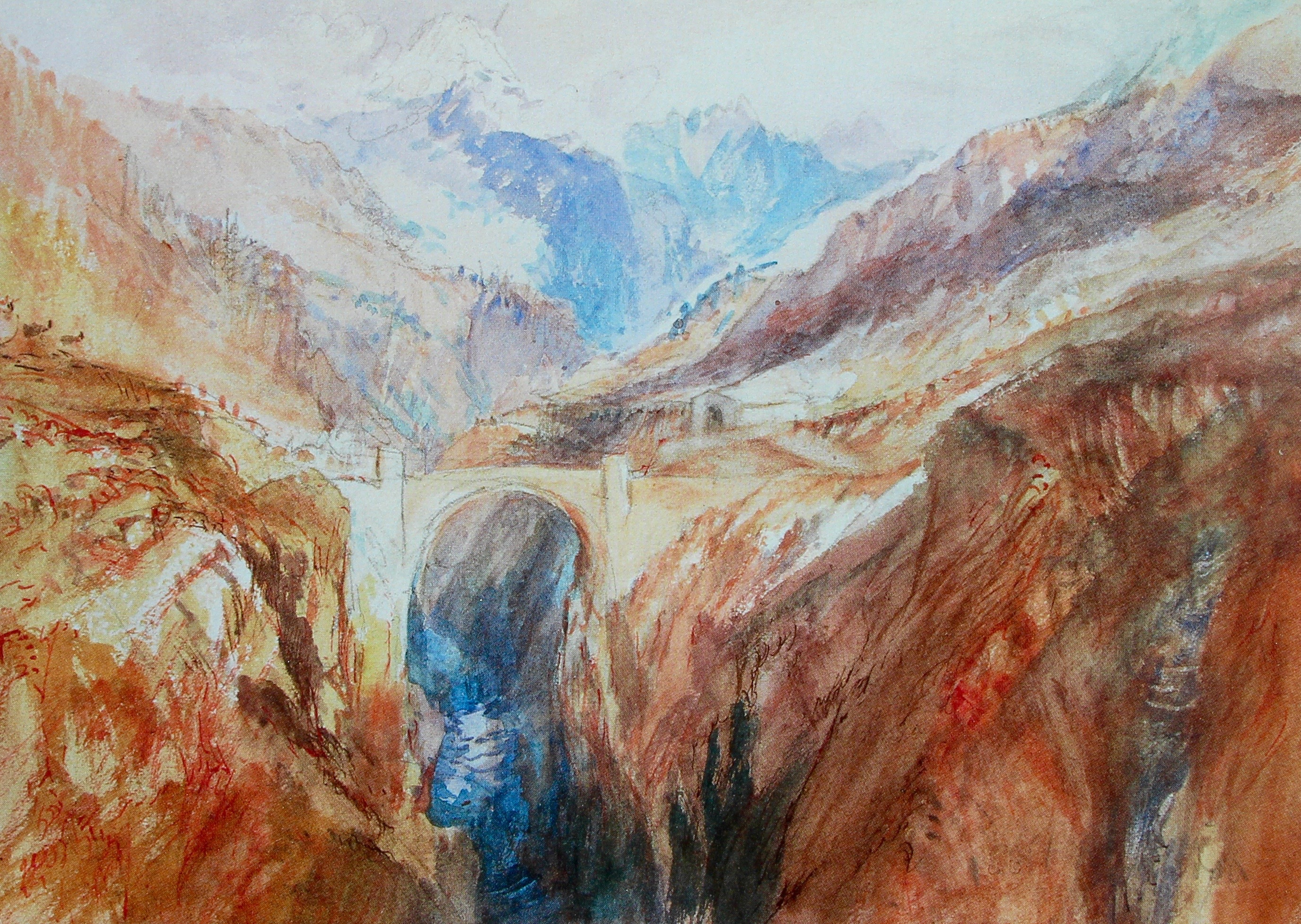
Darstellung von William Turner

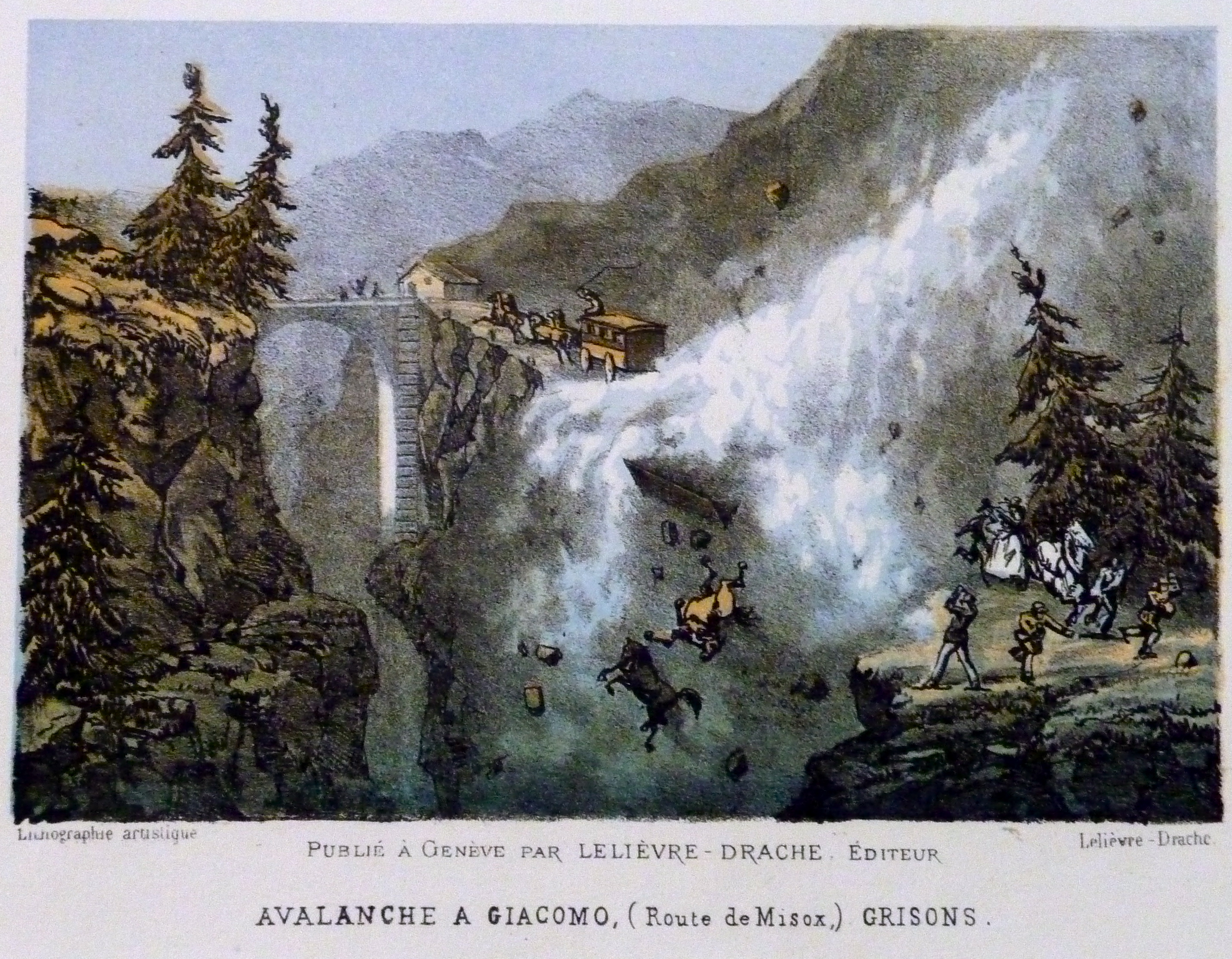
Unglücksfall im März 1824

Die Brücke Vittorio Emanuele war eine Brücke über die Moesa an der neuen Handelsstrasse über den San-Bernardino-Pass im Kanton Graubünden, die zwischen dem Sommer 1819 und dem Sommer 1823 angelegt wurde. 1869 stürzte sie ein.

## Beschreibung
Die Strasse verband die wirtschaftlichen Zentren der Lombardei und des Piemonts mit dem Norden Europas. An der Finanzierung beteiligte sich neben dem Kanton Graubünden und der Gemeinde auch das an der Verbindung interessierte Königreich Sardinien.
Das Projekt und die Ausführung der Arbeiten standen unter der Leitung des Tessiner Unternehmers und Staatsrates Giulio Pocobelli (1766–1843) aus Melide. Für die Linienführung wählte Pocobelli den Hang am rechten Ufer und überquerte die Moesa an ihrer engsten Stelle mit einer grossen Bogenbrücke. Sie hatte eine Spannweite von 21,30 Metern (72 Fuss), ihre Höhe über dem Fluss betrug 30 Meter (106 2⁄3 Fuss). Die Fahrbahn war 5 Meter (20 Fuss) breit. Pocobelli widmete dieses «Prunkstück der neuen Strasse» dem sardisch-piemontesischen König Vittorio Emanuele I, der die Brücke massgeblich mitfinanziert hatte.

## Einsturz
Die fahrlässige Ausführung der Arbeiten, Konstruktionsfehler und die Instabilität des Felsens beim östlichen Widerlager führten zu schwerwiegenden Schäden der Konstruktion. Bereits 1826/27 musste der obere Teil der Brücke neu gebaut werden; Ingenieur war Richard La Nicca.
Im März 1824 kam es kurz vor der Brücke zu einem Lawinenniedergang, bei dem auch der Landammann Pietro Schenardi aus Roveredo GR ums Leben kam. Die fantasievolle Darstellung eines unbekannten Künstlers zeigt die Brücke spiegelverkehrt. 1833 zeichnete der Engländer William Henry Bartlett die Brücke bei seiner Reise über den San Bernardino, 1841 William Turner.
1864 wurde eine neue Linienführung auf der linken Flussseite geplant und realisiert; als neuer Übergang über die Moesa wurde einige hundert Meter talwärts der Ponte Nev (Neue Brücke) gebaut. Der Strassenabschnitt mit der baufällig gewordenen «Königsbrücke» wurde dem Zerfall überlassen. Die Brücke stürzte im Sommer 1869 ein. Das Fundament auf der westlichen Seite der Moesa hat sich recht gut erhalten; auf der anderen Seite ist davon kaum noch etwas zu erkennen.
Oberhalb des Ponte Nev ist der Verlauf der alten Strasse noch deutlich erkennbar. Eine Informationstafel erinnert an die «Königsbrücke».

## Bilder

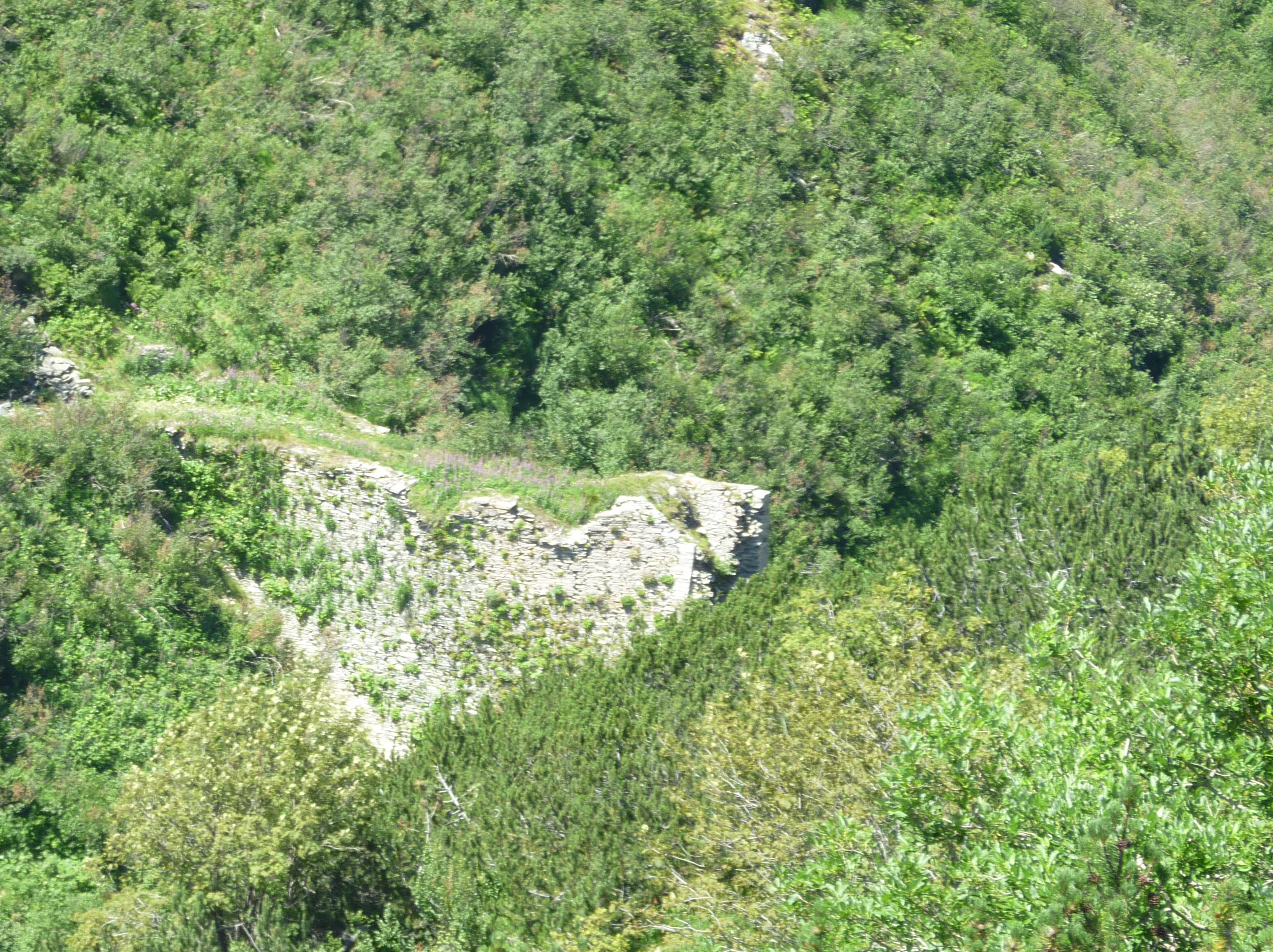
Ansicht von der neuen Passstrasse aus
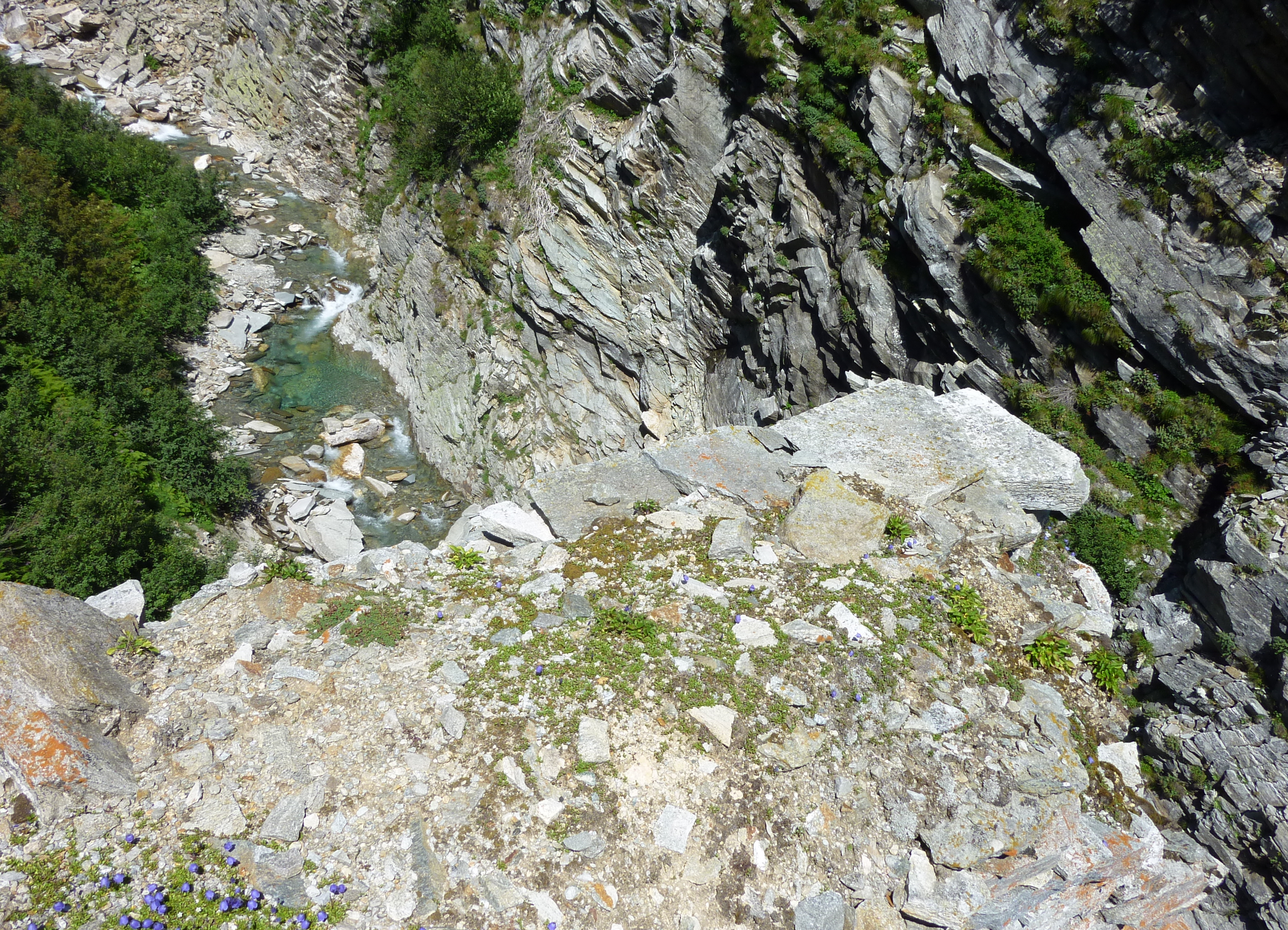
Rechte Abbruchstelle
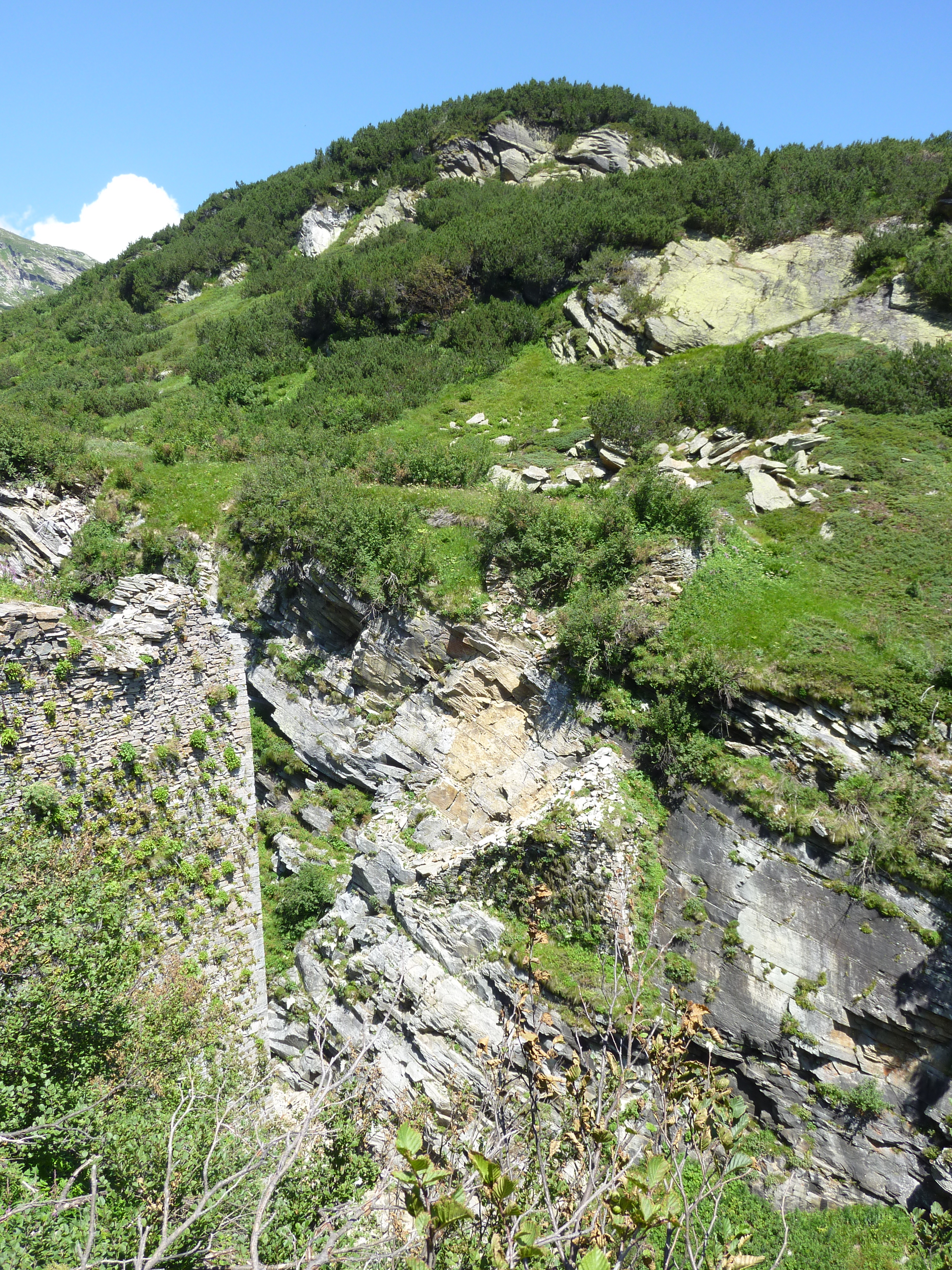
Lage der Brücke
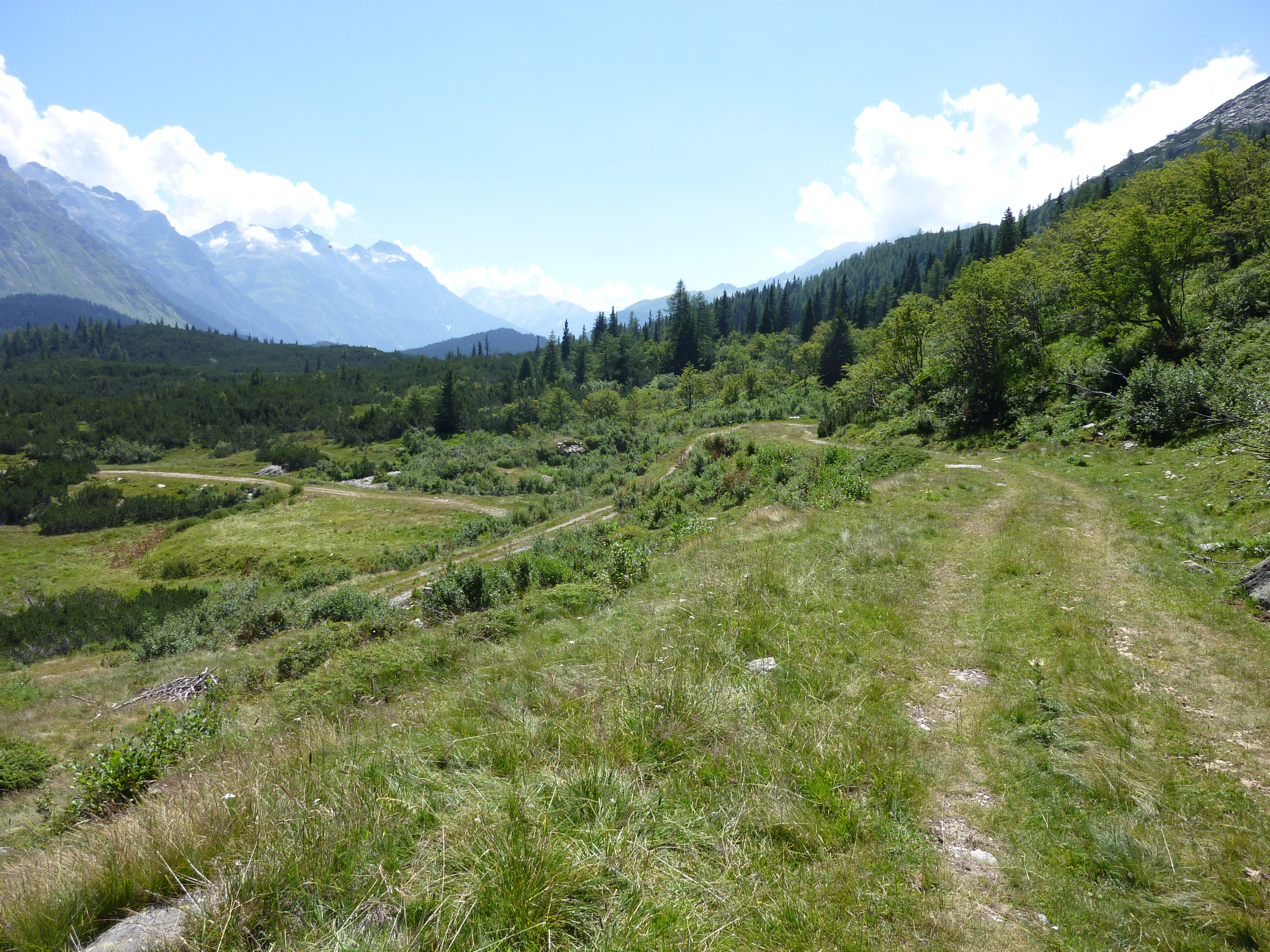
Altes Trassee der ehemaligen Passstrasse
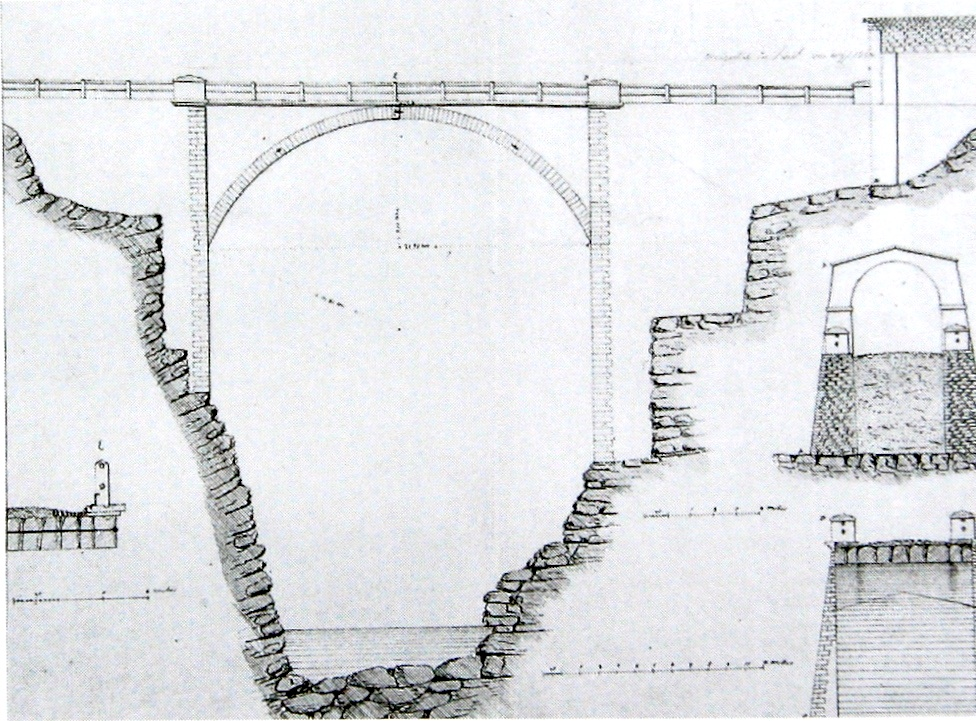
Projektskizze für den Neubau des oberen Teils, 1826